# العلاقات النمساوية الكازاخستانية
العلاقات النمساوية الكازاخستانية هي العلاقات الثنائية التي تجمع بين النمسا وكازاخستان.

## مقارنة بين البلدين
هذه مقارنة عامة ومرجعية للدولتين:
| وجه المقارنة                                              | النمسا                                                    | كازاخستان                      |
| --------------------------------------------------------- | --------------------------------------------------------- | ------------------------------ |
| المساحة (كم2)                                             | 83.86 ألف                                                 | 2.72 مليون                     |
| عدد السكان (نسمة)                                         | 8.81 مليون                                                | 17.95 مليون                    |
| الكثافة السكانية (ن./كم²)                                 | 105.06                                                    | 6.6                            |
| العاصمة                                                   | فيينا                                                     | نور سلطان                      |
| اللغة الرسمية                                             | اللغة الألمانية، لغة الإشارة النمساوية ‏                   | اللغة القازاقية، اللغة الروسية |
| العملة                                                    | يورو، شلن نمساوي، رايخ مارك، شلن نمساوي                   | تينغ كازاخستاني                |
| الناتج المحلي الإجمالي (بليون دولار)                      | 416.60 مليار                                              | 159.41 مليار                   |
| الناتج المحلي الإجمالي (تعادل القوة الشرائية) بليون دولار | 426.99 مليار                                              | 439.39 مليار                   |
| الناتج المحلي الإجمالي الاسمي للفرد دولار أمريكي          | 43.77 ألف                                                 | 10.51 ألف                      |
| الناتج المحلي الإجمالي للفرد دولار أمريكي                 | 47.68 ألف                                                 | 24.23 ألف                      |
| مؤشر التنمية البشرية                                      | 0.885                                                     | 0.788                          |
| رمز المكالمات الدولي                                      | +43                                                       | +7                             |
| رمز الإنترنت                                              | .at                                                       | .kz، .қаз ‏                     |
| المنطقة الزمنية                                           | توقيت وسط أوروبا، ت ع م+01:00، ت ع م+02:00، أوروبا/فيينا ‏ | ت ع م+05:00، ت ع م+06:00       |

## منظمات دولية مشتركة
يشترك البلدان في عضوية مجموعة من المنظمات الدولية، منها:
| علم المنظمة | اسم المنظمة                               | تاريخ انضمام النمسا | تاريخ انضمام كازاخستان |
| ----------- | ----------------------------------------- | ------------------- | ---------------------- |
|             | الاتحاد البريدي العالمي                   | ?                   | ?                      |
|             | بنك التنمية الآسيوي                       | 1966                | 1994                   |
|             | يونسكو                                    | 13 أغسطس 1948       | 22 مايو 1992           |
|             | البنك الدولي للإنشاء والتعمير             | 27 أغسطس 1948       | 23 يوليو 1992          |
|             | وكالة ضمان الاستثمار متعدد الأطراف        | 16 ديسمبر 1997      | 12 أغسطس 1993          |
|             | الاتحاد الدولي للاتصالات                  | 1866                | 23 فبراير 1993         |
|             | منظمة الشرطة الجنائية الدولية             | ?                   | ?                      |
|             | مؤسسة التمويل الدولية                     | 28 سبتمبر 1956      | 30 سبتمبر 1993         |
|             | مجموعة الموردين النوويين                  | ?                   | ?                      |
|             | الأمم المتحدة                             | 14 ديسمبر 1955      | 2 مارس 1992            |
|             | منظمة الأمن والتعاون في أوروبا            | 25 يونيو 1973       | 30 يناير 1992          |
|             | مؤسسة التنمية الدولية                     | 28 يونيو 1961       | 23 يوليو 1992          |
|             | الفريق المعني برصد الأرض                  | ?                   | ?                      |
|             | منظمة حظر الأسلحة الكيميائية              | ?                   | ?                      |
|             | المركز الدولي لتسوية المنازعات الاستشارية | 24 يونيو 1971       | 21 أكتوبر 2000         |

## أعلام
هذه قائمة لبعض الشخصيات التي تربطها علاقات بالبلدين:
- راخات علييف (سياسي كازاخستاني، 10 ديسمبر 1962 – 24 فبراير 2015)
- يرزان كازيخانوف (21 أغسطس 1964 – )

## وصلات خارجية
- موقع وزارة الخارجية النمساوية
- موقع وزارة الخارجية الكازاخستانية